# Карбас

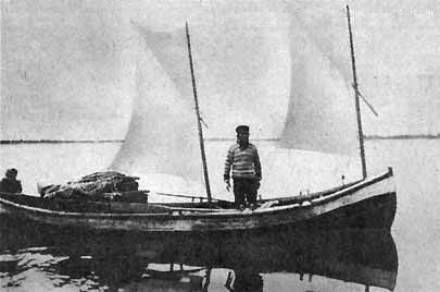
Холмогорский карбас на дореволюционной открытке

Карба́с, также ка́рбас и карбус, (вепс. karbaz) — парусно-гребное промысловое и транспортное судно среднего размера, одно из основных у поморов и распространённое у других жителей Севера и Сибири, начиная не позднее чем с XV и до середины XX века. Для поморского диалекта русского языка характерно произношение с ударением на первый слог и форма множественного числа «карбаса́».
Впервые сшивные карбасы упоминаются в 1591 году в «Таможенной грамоте» Соловецкого монастыря. Из Мурманского и Архангельского регионов карбасы распространились далее на восток и в Сибирь. Существовавшие в нескольких районах плавания разновидности карбасов варьировали по размеру и устройству. Тем не менее, все они были беспалубные, с заострёнными оконечностями и прямыми вертикальными штевнями. Вёсел было от 3 до 10 (чаще 4—6); парусов — два, как правило, шпринтовных, четырёхугольных, с древком по диагонали (до́лонью). Предназначались для хождения по рекам и в море, на промыслы. Длина составляла от 14 до 28 футов (4-9 м); были способны перевозить от 40 до 60 пудов (600-1000 кг) грузов. Известны карбаса промысловые (мелкие частные карбасы управлялись двумя людьми и могли иметь один парус), разъездные, почтовые (почта в некоторых беломорских деревнях перевозилась на карбасах вплоть до 1950-х годов), грузовые, таможенные, лоцманские, извозные (перевозили до 45 человек). Также использовались в составе шхерного флота для перевозки грузов и десанта, такие карбасы могли вмещать до 70 человек.
Строительным материалом служил сосновый и еловый лес. Металлические детали (в том числе, гвозди) не применялись. Киль и форштевень вырубался из одного елового ствола с корнем. Шпангоуты ставили редко, через 0,8—1 м, и крепили деревянными нагелями. В форштевне вынимали шпунт, в который заводили доски обшивки (сердцевинной стороной доски наружу, «шерстью по ходу лодки»), далее между собой их сшивали вицами (еловыми или можжевёловыми корнями). По числу набоев (поясьев обшивки) карбасы называли четверниками, пятерниками и так далее. На таких судах поморы, совершая двух-трёхмесячные плавания по Белому и Баренцеву морям, доходили до Новой Земли. При хорошем уходе карбас служил до 30 и более «вод».

## Основные типы
Холмогорские карбасы — построенные в Холмогорах, больше, с казёнкою в корме. Имели длину до 35 футов (11 м) и поднимали грузов до 450 пудов (7 т).
Весновальные, или морские карбасы — предназначенные для весеннего промысла морского зверя (обычно — лысуна). Имели длину около 8,5 м, ширину 1,5—2 м, при осадке 0,5—0,8 м и грузоподъёмности около 3,5 т. Имели одну мачту, расположенную на расстоянии ⅓ длины судна от форштевня. К днищу по обе стороны киля крепились деревянные полозья, позволяющие перетаскивать карбасы по льду до свободной воды. Добытые шкуры тюленей буксировались по воде.
Верхнедвинские карбасы имели длину 9—12 м, ширину 2—3 м, при высоте борта 0,5—0,8 м, осадке 0,4—0,7 м и грузоподъёмности 5—12 т. Несли 2 мачты: передняя, малая, размещалась почти у форштевня, задняя, большая, — несколько смещена от середины к корме.
Сибирский, или ленский карбас — несамоходное плоскодонное грузовое судно с заострённой носовой частью и вертикальными бортами, использовавшееся в XVIII—XIX веках для доставки грузов сплавом по течению («перевозное») в низовья сибирских рек. Управлялся ленский карбас длинными рулевыми вёслами-гребями, по окончании рейса распиливался на дрова. Длина ленского карбаса составляла 10—15 м, ширина — 6—8 м, полная высота борта — 1,5—2,5 м при осадке до 1,2 м.

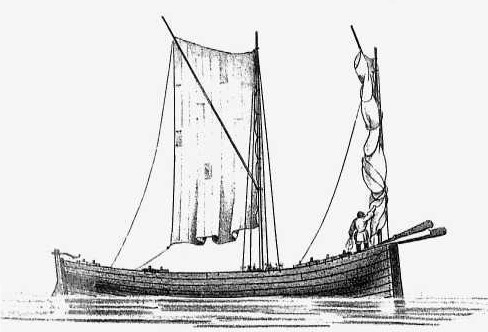
Весновальный карбас
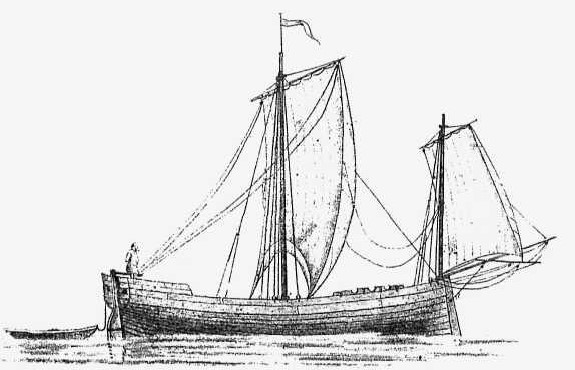
Поморский карбас
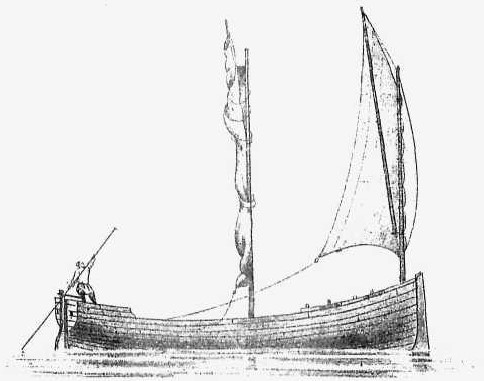
Холмогорский карбас
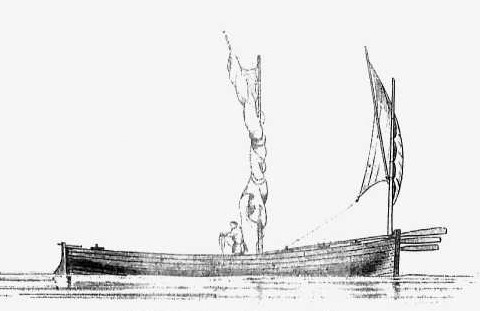
Речной карбас
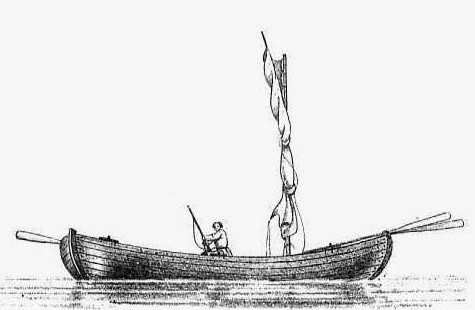
Приморский карбас